# Johann Friedrich Adam
Johann Friedrich Adam, depois chamado de Johann Michael Friedrich Adams (São Petersburgo, 1780 — 1 de março de 1838) foi um botânico e médico russo de origem alemã.

## Biografia
Fez seus estudos médicos de 1795 a 1796 em São Petersburgo. Entre 1800 e 1802 viajou através do Cáucaso, fazendo parte da comitiva do conde Apollo Mussin-Pushkin (1760-1805). Em seguida, conduziu uma missão para o conde Juri Alexandrowich Golowkin à China participando como zoólogo. Como e expedição fracassou foi enviado para Yakutsk, na Sibéria. Em 1805 e 1806, viajou ao longo do rio Lena com o objetivo de descobrir um despojo de mamute. 
Nos últimos anos de sua vida trabalhou como professor-assistente de botânica na Academia de medicina e cirurgia de Moscou.

## Publicações
- Decades quinque novarum specierum plantarum, Tbilisi, 10 de novembro de 1802.
- Michael Friedrich Adams: Decades quinque novarum specierum plantarum. In: Weber und Mohr, Beiträge. 1, Kiel 1805, S. 41–75.
- Relation abrégée d'un voyage à la mer glaciale, et découverte des restes d'un Mamouth. In: Journal du Nord, XXXII, S. 633, St. Petersbourg (1807) (lt. I. P. Tolmachoff: The Carcasses of the mammoth and rhinoceros found in the frozen ground of Siberia. In: Transactions of the American Philos. Society, Philadelphia, Vol. XXIII, No. 1, 1929, p. I-74b, S. 72.